# Forges (Maine-et-Loire)
Forges ist eine Ortschaft und eine Commune déléguée in der französischen Gemeinde Doué-en-Anjou mit 350 Einwohnern (Stand: 1. Januar 2022) im Département Maine-et-Loire in der Region Pays de la Loire. Die Einwohner werden Forgéens genannt.
Die Gemeinde Forges wurde am 30. Dezember 2016 mit Brigné, Concourson-sur-Layon, Les Verchers-sur-Layon, Meigné, Montfort, Saint-Georges-sur-Layon und Doué-la-Fontaine zur neuen Gemeinde Doué-en-Anjou zusammengeschlossen. Forges gehörte zum Arrondissement Saumur und zum Kanton Doué-la-Fontaine.

## Geografie
Forges liegt etwa elf Kilometer westsüdwestlich von Saumur in der Landschaft Saumurois und im Weinbaugebiet Anjou.

## Bevölkerungsentwicklung
| Jahr                      | 1962 | 1968 | 1975 | 1982 | 1990 | 1999 | 2006 | 2013 |
| Einwohner                 | 176  | 178  | 181  | 185  | 201  | 197  | 201  | 287  |
| Quelle: Cassini und INSEE |      |      |      |      |      |      |      |      |

## Sehenswürdigkeiten

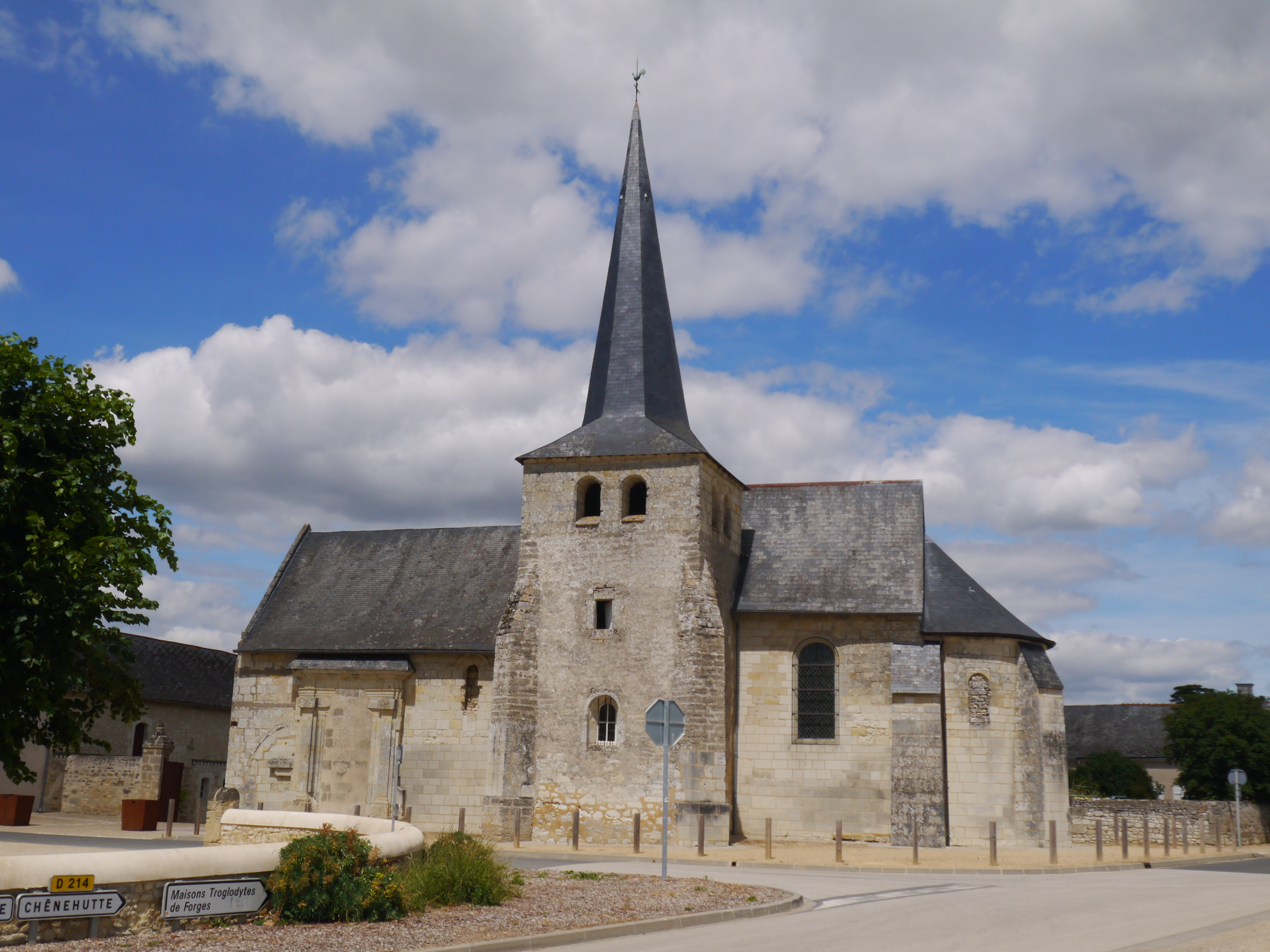
Kirche Saint-Laurent

- Kirche Saint-Laurent

## Weinbau
Der Ort gehört zum Weinbaugebiet Anjou.